# Scoliacma brunnea
Scoliacma brunnea là một loài bướm đêm thuộc phân họ Arctiinae, họ Erebidae.